# Schloßteich (Grillenberg)
Der Schloßteich ist ein alter denkmalgeschützter Stauteich im zur Stadt Sangerhausen gehörenden Ortsteil Grillenberg im Harz. In ihm wird die Gonna gestaut.

## Lage
Der Teich liegt nördlich der Ortslage von Grillenberg. Südöstlich oberhalb des Teichs befindet sich die Ruine der Burg Grillenburg. Westlich des Teich verläuft die Landesstraße L230 nach Wippra. Oberhalb, nördlich des Teichs befindet sich das Waldbad Grillenberg.

## Anlage
Die Aufstauung erfolgt durch einen 90 Meter langen Damm, über den ein Wanderweg führt. Der Teich selbst hat eine Breite und Länge von jeweils etwa 80 Metern und umfasst eine Fläche von etwa einem halben Hektar. Im Teich liegt eine Insel.
Im Denkmalverzeichnis des Landes Sachsen-Anhalt ist der Schloßteich als Kunstteich unter der Erfassungsnummer 094 80246 als Baudenkmal verzeichnet.
Der Schloßteich wird als Angelgewässer genutzt. Im Teich kommen Flussbarsch, Hecht, Karausche, Karpfen, Plötze und Schleie vor.

## Geschichte
Die Anlage des Teichs erfolgte im Zusammenhang mit Bergbauaktivitäten in der Region. Der Schloßteich war einer von ehemals fünf Hüttenteichen im Ortsgebiet. Mit dem aufgestauten Wasser wurden die Wasserräder einer Eisenhütte angetrieben.
Entgegen des Namens befindet sich kein Schloss in der Nähe des Teichs. Vermutlich nimmt der Name Bezug auf die nahe Burgruine Grillenburg.
In den Jahren 2023 und 2024 erfolgten Arbeiten zur baulichen Ertüchtigung sowie zur Entschlammung und Entkrautung, da der Teich zu verlanden drohte. Es wurden dabei 1500 Tonnen Schlamm entfernt und auch das Mönchsbauwerk saniert und voll funktionstüchtig gemacht. Im Umfeld wurden Sitz- und Informationsmöglichkeiten geschaffen. Insgesamt entstanden Kosten in Höhe von 520.000 €. Die Arbeiten wurden zum 4. Juli 2024 abgeschlossen. Am 19. August 2024 fand eine Wiedereinweihungsfeier statt, bei der Oberbürgermeister Torsten Schweiger und der ehemalige Ortsbürgermeister Volker Kinne sprachen.